# Forkiet
Forkiet (staropol. soszka, kozia noga, widelec) – przyrząd w formie długiej tyczki zwieńczonej metalowymi widełkami służący do podpierania lufy przy strzelaniu z hakownicy lub muszkietu. W roli forkietu wykorzystywano również skrócone berdysze.
Forkietu używano od drugiej połowy XVI, a szczególnie w XVII wieku, co było związane z popularyzacją muszkietu. Mierzył zazwyczaj 120-150 cm, co było uwarunkowane wzrostem strzelca. Lufę opierano na metalowych widełkach osadzonych na drzewcu, który zakończony był ostrym trzewikiem ułatwiającym wbicie go w ziemię. Współcześnie stosowany niekiedy w broni myśliwskiej.